# Schlotheimia capillidens
Schlotheimia capillidens är en bladmossart som beskrevs av C. Müller 1898. Schlotheimia capillidens ingår i släktet Schlotheimia och familjen Orthotrichaceae. Inga underarter finns listade i Catalogue of Life.